# NHL 1989/90
Die NHL-Saison 1989/90 war die 73. Spielzeit in der National Hockey League. 21 Teams spielten jeweils 80 Spiele. Den Stanley Cup gewannen die Edmonton Oilers nach einem 4:1-Erfolg in der Finalserie gegen die Boston Bruins. Es war die fünfte Meisterschaft der Oilers innerhalb von sieben Jahren und ihre bislang letzte.
Mit dem Finalsieg Edmontons ging der Stanley Cup zum siebten Mal in Folge an ein kanadisches Team, eine Serie, die in der Ära nach der großen Liga-Expansion 1967 unerreicht ist. Neben den fünf Titeln der Oilers waren daran die Montreal Canadiens (1986) und die Calgary Flames (1989) beteiligt.
Am 15. Oktober 1989 schrieb Wayne Gretzky, ausgerechnet beim Gastspiel bei seinem alten Team in Edmonton, erneut NHL-Geschichte. Durch seinen Treffer kurz vor dem Ende der Partie übertraf der Superstar der Los Angeles Kings die bisherige Bestmarke von Gordie Howe und wurde mit dem 1851. Punkt seiner Karriere neuer „All-Time Scoring Leader“.

## Reguläre Saison

### Abschlusstabellen
Abkürzungen: W = Siege, L = Niederlagen, T = Unentschieden, GF= Erzielte Tore, GA = Gegentore, Pts = Punkte

#### Wales Conference
| Adams Division     | W  | L  | T  | GF  | GA  | Pts |
| ------------------ | -- | -- | -- | --- | --- | --- |
| Boston Bruins      | 46 | 25 | 9  | 289 | 232 | 101 |
| Buffalo Sabres     | 45 | 27 | 8  | 286 | 248 | 98  |
| Montréal Canadiens | 41 | 28 | 11 | 288 | 234 | 93  |
| Hartford Whalers   | 38 | 33 | 9  | 275 | 268 | 85  |
| Québec Nordiques   | 12 | 61 | 7  | 240 | 407 | 31  |

| Patrick Division    | W  | L  | T  | GF  | GA  | Pts |
| ------------------- | -- | -- | -- | --- | --- | --- |
| New York Rangers    | 36 | 31 | 13 | 279 | 267 | 85  |
| New Jersey Devils   | 37 | 34 | 9  | 295 | 288 | 83  |
| Washington Capitals | 36 | 38 | 6  | 284 | 275 | 78  |
| New York Islanders  | 31 | 38 | 11 | 281 | 288 | 73  |
| Pittsburgh Penguins | 32 | 40 | 8  | 318 | 359 | 72  |
| Philadelphia Flyers | 30 | 39 | 11 | 290 | 297 | 71  |

#### Campbell Conference
| Norris Division       | W  | L  | T  | GF  | GA  | Pts |
| --------------------- | -- | -- | -- | --- | --- | --- |
| Chicago Blackhawks    | 41 | 33 | 6  | 316 | 294 | 88  |
| St. Louis Blues       | 37 | 34 | 9  | 295 | 279 | 83  |
| Toronto Maple Leafs   | 38 | 38 | 4  | 337 | 358 | 80  |
| Minnesota North Stars | 36 | 40 | 4  | 284 | 291 | 76  |
| Detroit Red Wings     | 28 | 38 | 14 | 288 | 323 | 70  |

| Smythe Division   | W  | L  | T  | GF  | GA  | Pts |
| ----------------- | -- | -- | -- | --- | --- | --- |
| Calgary Flames    | 42 | 23 | 15 | 348 | 265 | 99  |
| Edmonton Oilers   | 38 | 28 | 14 | 315 | 283 | 90  |
| Winnipeg Jets     | 37 | 32 | 11 | 298 | 290 | 85  |
| Los Angeles Kings | 34 | 39 | 7  | 338 | 337 | 75  |
| Vancouver Canucks | 25 | 41 | 14 | 245 | 306 | 64  |

### Beste Scorer
Bester Scorer war Wayne Gretzky, der für seine 142 Punkte mit 102 Vorlagen den Grundstein legte. Bester Torschütze war Brett Hull, der es auf 72 Treffer brachte und mit 385 Schüssen auch die meisten Versuche hatte. Auch in Überzahl war Hull mit 27 Toren der Beste, während in Unterzahl Steve Yzerman und Cam Neely mit je sieben Treffern erfolgreich waren. Mit einem Schnitt von 24,5 landete fast jeder vierte Schuss von Luc Robitaille im Tor. Die Plus/Minus-Wertung führte Paul Cavallini mit +38 an. Der böse Bube der Saison war Basil McRae mit 351 Strafminuten. Erfolgreichster Verteidiger war Paul Coffey mit 29 Toren, 74 Vorlagen und 103 Punkten.
Abkürzungen: Sp = Spiele, T = Tore, V = Assists, Pkt = Punkte, +/− = Plus/Minus, SM = Strafminuten; Fett: Bestwert
| Spieler         | Mannschaft             | Sp | T  | V   | Pkt | +/− | SM |
| --------------- | ---------------------- | -- | -- | --- | --- | --- | -- |
| Wayne Gretzky   | Los Angeles            | 73 | 40 | 102 | 142 | +8  | 42 |
| Mark Messier    | Edmonton               | 79 | 45 | 84  | 129 | +19 | 79 |
| Steve Yzerman   | Detroit                | 79 | 62 | 65  | 127 | −6  | 79 |
| Mario Lemieux   | Pittsburgh             | 59 | 45 | 78  | 123 | −18 | 78 |
| Brett Hull      | St. Louis              | 80 | 72 | 41  | 113 | −1  | 24 |
| Bernie Nicholls | Los Angeles/NY Rangers | 79 | 39 | 73  | 112 | −9  | 86 |
| Pierre Turgeon  | Buffalo                | 80 | 40 | 66  | 106 | +10 | 29 |
| Pat LaFontaine  | NY Islanders           | 74 | 54 | 51  | 105 | −13 | 38 |
| Paul Coffey     | Pittsburgh             | 80 | 29 | 74  | 103 | −25 | 95 |
| Joe Sakic       | Quebec                 | 80 | 39 | 63  | 102 | −40 | 27 |
| Adam Oates      | St. Louis              | 80 | 23 | 79  | 102 | +9  | 30 |

### Beste Torhüter
Abkürzungen: GP = Spiele, TOI = Eiszeit (in Minuten), W = Siege, L = Niederlagen, T = Unentschieden, GA = Gegentore, SO = Shutouts, Sv% = gehaltene Schüsse (in %), GAA = Gegentorschnitt; Fett: Saisonbestwert
| Spieler        | Team                | GP | TOI  | W  | L  | T | GA  | SO | Sv%   | GAA  |
| -------------- | ------------------- | -- | ---- | -- | -- | - | --- | -- | ----- | ---- |
| Patrick Roy    | Montreal            | 54 | 3173 | 31 | 16 | 5 | 134 | 3  | 0,912 | 2,53 |
| Mike Liut      | Hartford/Washington | 37 | 2161 | 19 | 16 | 1 | 91  | 4  | 0,905 | 2,53 |
| Réjean Lemelin | Boston              | 43 | 2310 | 22 | 15 | 2 | 108 | 2  | 0,892 | 2,81 |
| Daren Puppa    | Buffalo             | 56 | 3241 | 31 | 16 | 6 | 156 | 1  | 0,903 | 2,89 |
| Andy Moog      | Boston              | 46 | 2536 | 24 | 10 | 7 | 122 | 3  | 0,893 | 2,89 |

### Beste Rookiescorer
Eine besondere Ausgangslage gab es in dieser Saison bei den Rookies. Durch die Öffnung des Eisernen Vorhangs spielten einige Spieler aus der Sowjetunion ihre erste Saison und galten als Rookie. Der mit 62 Vorlagen und 86 Punkten beste Scorer, Sergei Makarow war bereits 31 Jahre alt. Der zwölf Jahre jüngere Mike Modano belegte Platz zwei. Nachdem man mit diesem Ergebnis unglücklich war, wurden die Regularien nach dieser Saison geändert. Als Rookie gilt seitdem nur noch ein Spieler, der zu Saisonbeginn nicht älter als 25 Jahre ist. Bester Torjäger war Darren Turcotte mit 32 Treffern. Die Plus/Minus-Wertung der Rookies führte mit +33 Makarow vor seinem Teamkameraden Paul Ranheim an, der es auf +27 brachte. Der „böse Bube“ unter den Rookies war Washingtons Alan May mit 339 Strafminuten.
Abkürzungen: Sp = Spiele, T = Tore, V = Assists, Pkt = Punkte, +/− = Plus/Minus, SM = Strafminuten; Fett: Turnierbestwert
| Spieler         | Mannschaft | Sp | T  | V  | Pkt | +/− | SM |
| --------------- | ---------- | -- | -- | -- | --- | --- | -- |
| Sergei Makarow  | Calgary    | 80 | 24 | 62 | 86  | +33 | 55 |
| Mike Modano     | Dallas     | 80 | 29 | 46 | 75  | −7  | 63 |
| Mark Recchi     | Pittsburgh | 74 | 30 | 37 | 67  | +6  | 44 |
| Darren Turcotte | NY Rangers | 76 | 32 | 34 | 66  | +3  | 32 |
| Jeremy Roenick  | Chicago    | 78 | 26 | 40 | 66  | +2  | 54 |

## Stanley-Cup-Playoffs
|  | Division-Halbfinale | Division-Halbfinale   | Division-Halbfinale |                       |                    | Division-Finale | Division-Finale              | Division-Finale |  |  | Conference-Finale | Conference-Finale | Conference-Finale |  |  | Stanley-Cup-Finale | Stanley-Cup-Finale | Stanley-Cup-Finale |
|  |                     |                       |                     |                       |                    |                 |                              |                 |  |  |                   |                   |                   |  |  |                    |                    |                    |
|  | A1                  | Boston Bruins         | 4                   |                       |                    |                 |                              |                 |  |  |                   |                   |                   |  |  |                    |                    |                    |
|  | A4                  | Hartford Whalers      | 3                   |                       |                    |                 |                              |                 |  |  |                   |                   |                   |  |  |                    |                    |                    |
|  | A4                  | Hartford Whalers      | 3                   | A1                    | Boston Bruins      | 4               |                              |                 |  |  |                   |                   |                   |  |  |                    |                    |                    |
|  |                     |                       |                     | A1                    | Boston Bruins      | 4               |                              |                 |  |  |                   |                   |                   |  |  |                    |                    |                    |
|  |                     |                       | A3                  | Canadiens de Montréal | 1                  |                 |                              |                 |  |  |                   |                   |                   |  |  |                    |                    |                    |
|  | A2                  | Buffalo Sabres        | A3                  | Canadiens de Montréal | 1                  | 2               |                              |                 |  |  |                   |                   |                   |  |  |                    |                    |                    |
|  | A2                  | Buffalo Sabres        |                     |                       |                    | 2               |                              |                 |  |  |                   |                   |                   |  |  |                    |                    |                    |
|  | A3                  | Canadiens de Montréal | 4                   |                       |                    |                 |                              |                 |  |  |                   |                   |                   |  |  |                    |                    |                    |
|  | A3                  | Canadiens de Montréal | 4                   | A1                    | Boston Bruins      | 4               |                              |                 |  |  |                   |                   |                   |  |  |                    |                    |                    |
|  |                     |                       |                     | A1                    | Boston Bruins      | 4               | Prince of Wales Conference   |                 |  |  |                   |                   |                   |  |  |                    |                    |                    |
|  |                     | P3                    | Washington Capitals | 0                     |                    |                 |                              |                 |  |  |                   |                   |                   |  |  |                    |                    |                    |
|  | P1                  | P3                    | Washington Capitals | 0                     | New York Rangers   | 4               |                              |                 |  |  |                   |                   |                   |  |  |                    |                    |                    |
|  | P1                  |                       |                     |                       | New York Rangers   | 4               |                              |                 |  |  |                   |                   |                   |  |  |                    |                    |                    |
|  | P4                  | New York Islanders    | 1                   |                       |                    |                 |                              |                 |  |  |                   |                   |                   |  |  |                    |                    |                    |
|  | P4                  | New York Islanders    | 1                   | P1                    | New York Rangers   | 1               |                              |                 |  |  |                   |                   |                   |  |  |                    |                    |                    |
|  |                     |                       |                     | P1                    | New York Rangers   | 1               |                              |                 |  |  |                   |                   |                   |  |  |                    |                    |                    |
|  |                     |                       | P3                  | Washington Capitals   | 4                  |                 |                              |                 |  |  |                   |                   |                   |  |  |                    |                    |                    |
|  | P2                  | New Jersey Devils     | P3                  | Washington Capitals   | 4                  | 2               |                              |                 |  |  |                   |                   |                   |  |  |                    |                    |                    |
|  | P2                  | New Jersey Devils     |                     |                       |                    |                 |                              |                 |  |  |                   |                   |                   |  |  |                    |                    |                    |
|  | P3                  | Washington Capitals   | 4                   |                       |                    |                 |                              |                 |  |  |                   |                   |                   |  |  |                    |                    |                    |
|  | P3                  | Washington Capitals   | 4                   | A1                    | Boston Bruins      | 2               |                              |                 |  |  |                   |                   |                   |  |  |                    |                    |                    |
|  |                     |                       |                     |                       |                    |                 |                              |                 |  |  |                   |                   |                   |  |  |                    |                    |                    |
|  |                     | S2                    | Edmonton Oilers     | 4                     |                    |                 |                              |                 |  |  |                   |                   |                   |  |  |                    |                    |                    |
|  | N1                  | S2                    | Edmonton Oilers     | 4                     | Chicago Blackhawks | 4               |                              |                 |  |  |                   |                   |                   |  |  |                    |                    |                    |
|  | N1                  |                       |                     |                       | Chicago Blackhawks | 4               |                              |                 |  |  |                   |                   |                   |  |  |                    |                    |                    |
|  | N4                  | Minnesota North Stars | 3                   |                       |                    |                 |                              |                 |  |  |                   |                   |                   |  |  |                    |                    |                    |
|  | N4                  | Minnesota North Stars | 3                   | N1                    | Chicago Blackhawks | 4               |                              |                 |  |  |                   |                   |                   |  |  |                    |                    |                    |
|  |                     |                       |                     | N1                    | Chicago Blackhawks | 4               |                              |                 |  |  |                   |                   |                   |  |  |                    |                    |                    |
|  |                     |                       | N2                  | St. Louis Blues       | 3                  |                 |                              |                 |  |  |                   |                   |                   |  |  |                    |                    |                    |
|  | N2                  | St. Louis Blues       | N2                  | St. Louis Blues       | 3                  | 4               |                              |                 |  |  |                   |                   |                   |  |  |                    |                    |                    |
|  | N2                  | St. Louis Blues       |                     |                       |                    | 4               |                              |                 |  |  |                   |                   |                   |  |  |                    |                    |                    |
|  | N3                  | Toronto Maple Leafs   | 1                   |                       |                    |                 |                              |                 |  |  |                   |                   |                   |  |  |                    |                    |                    |
|  | N3                  | Toronto Maple Leafs   | 1                   | N1                    | Chicago Blackhawks | 2               |                              |                 |  |  |                   |                   |                   |  |  |                    |                    |                    |
|  |                     |                       |                     | N1                    | Chicago Blackhawks | 2               | Clarence Campbell Conference |                 |  |  |                   |                   |                   |  |  |                    |                    |                    |
|  |                     | S2                    | Edmonton Oilers     | 4                     |                    |                 |                              |                 |  |  |                   |                   |                   |  |  |                    |                    |                    |
|  | S1                  | S2                    | Edmonton Oilers     | 4                     | Calgary Flames     | 2               |                              |                 |  |  |                   |                   |                   |  |  |                    |                    |                    |
|  | S1                  |                       |                     |                       |                    |                 |                              |                 |  |  |                   |                   |                   |  |  |                    |                    |                    |
|  | S4                  | Los Angeles Kings     | 4                   |                       |                    |                 |                              |                 |  |  |                   |                   |                   |  |  |                    |                    |                    |
|  | S4                  | Los Angeles Kings     | 4                   | S4                    | Los Angeles Kings  | 0               |                              |                 |  |  |                   |                   |                   |  |  |                    |                    |                    |
|  |                     |                       |                     | S4                    | Los Angeles Kings  | 0               |                              |                 |  |  |                   |                   |                   |  |  |                    |                    |                    |
|  |                     |                       | S2                  | Edmonton Oilers       | 4                  |                 |                              |                 |  |  |                   |                   |                   |  |  |                    |                    |                    |
|  | S2                  | Edmonton Oilers       | S2                  | Edmonton Oilers       | 4                  | 4               |                              |                 |  |  |                   |                   |                   |  |  |                    |                    |                    |
|  | S2                  | Edmonton Oilers       |                     |                       |                    |                 |                              |                 |  |  |                   |                   |                   |  |  |                    |                    |                    |
|  | S3                  | Winnipeg Jets         | 3                   |                       |                    |                 |                              |                 |  |  |                   |                   |                   |  |  |                    |                    |                    |

## NHL Awards und vergebene Trophäen
- Hauptartikel: NHL Awards 1990

| Auszeichnung                   | Spieler                   | Team               |
| ------------------------------ | ------------------------- | ------------------ |
| Alka-Seltzer Plus Award        | Paul Cavallini            | St. Louis Blues    |
| Art Ross Trophy                | Wayne Gretzky             | Los Angeles Kings  |
| Bill Masterton Memorial Trophy | Gord Kluzak               | Boston Bruins      |
| Budweiser/NHL Man of the Year  | Kevin Lowe                | Edmonton Oilers    |
| Calder Memorial Trophy         | Sergei Makarow            | Calgary Flames     |
| Conn Smythe Trophy             | Bill Ranford              | Edmonton Oilers    |
| Dodge Performer of the Year    | Pat LaFontaine            | New York Islanders |
| Dodge Ram Tough Award          | Brett Hull                | St. Louis Blues    |
| Frank J. Selke Trophy          | Rick Meagher              | St. Louis Blues    |
| Hart Memorial Trophy           | Mark Messier              | Edmonton Oilers    |
| Jack Adams Award               | Bob Murdoch               | Winnipeg Jets      |
| James Norris Memorial Trophy   | Ray Bourque               | Boston Bruins      |
| King Clancy Memorial Trophy    | Kevin Lowe                | Edmonton Oilers    |
| Lady Byng Memorial Trophy      | Brett Hull                | St. Louis Blues    |
| Lester B. Pearson Award        | Mark Messier              | Edmonton Oilers    |
| Lester Patrick Trophy          | Len Ceglarski             |                    |
| Trico Goaltender Award         | Patrick Roy               | Montréal Canadiens |
| Vezina Trophy                  | Patrick Roy               | Montréal Canadiens |
| William M. Jennings Trophy     | Reggie Lemelin Andy Moog  | Boston Bruins      |
| Presidents’ Trophy             | Presidents’ Trophy        | Boston Bruins      |
| Prince of Wales Trophy         | Prince of Wales Trophy    | Boston Bruins      |
| Clarence S. Campbell Bowl      | Clarence S. Campbell Bowl | Edmonton Oilers    |
| Stanley Cup                    | Stanley Cup               | Edmonton Oilers    |